# Ибанешти (Ботошани)
Ибанешти (рум. Ibăneşti) насеље је у Румунији у округу Ботошани у општини Ибанешти. Oпштина се налази на надморској висини од 291 m.

## Становништво
Према подацима из 2002. године у насељу је живело 4197 становника, од којих су сви румунске националности.

### Хронологија
| Година       | 1992 | 1993 | 1994 | 1995 | 1996 | 1997 | 1998 | 1999 | 2000 | 2001 | 2002 | 2003 | 2004 | 2005 | 2006 | 2007 | 2008 | 2009 | 2010 | 2011 | 2012 | 2013 | 2014 | 2015 | 2016 | 2017 |
| ------------ | ---- | ---- | ---- | ---- | ---- | ---- | ---- | ---- | ---- | ---- | ---- | ---- | ---- | ---- | ---- | ---- | ---- | ---- | ---- | ---- | ---- | ---- | ---- | ---- | ---- | ---- |
| Становништво | 4185 | 4146 | 4120 | 4106 | 4108 | 4103 | 4130 | 4093 | 4153 | 4169 | 4164 | 4167 | 4167 | 4149 | 4157 | 4172 | 4181 | 4162 | 4126 | 4136 | 4102 | 4065 | 4034 | 4001 | 3953 | 3908 |